# アゼルバイジャンの情報機関
この記事では、アゼルバイジャンに存在する情報機関を一覧記事の形式で記す。

## 現在の情報機関
- アゼルバイジャン国家安全保安局（アゼルバイジャン語版、英語版） - 現在のアゼルバイジャンにおける主要な情報機関
- アゼルバイジャン特別国家保護局（英語版、アゼルバイジャン語版） - アゼルバイジャン国家と大統領の警守を目的としている。この機関は同国大統領の直接の指揮下にあり、同時に軍事化されている機関の中でも特殊な立ち位置にある
  - アゼルバイジャン国家特別通信情報保障局（アゼルバイジャン語版） - アゼルバイジャンの情報機関の一つ。通信に特化した機関で、管轄はサイバーセキュリティなど多数に渡る
  - アゼルバイジャン共和国対外情報局（英語版、アゼルバイジャン語版） - 新たに創設されたアゼルバイジャンの情報機関の一つ。アゼルバイジャン軍支援を目的としている

## かつて存在していた情報機関
- アゼルバイジャン国家保安省 - 1991年から2015年にかけて存在していたアゼルバイジャンの情報機関。同国の秘密警察としての役割も果たしていた